# Przewlekła rzekoma niedrożność jelit
Przewlekła rzekoma niedrożność jelit (ang. chronic intestinal pseudo-obstruction, CIPO) – zespół objawów i cech niedrożności przewodu pokarmowego w badaniach dodatkowych, spowodowany istotnymi zaburzeniami motoryki jelit. W zespole tym nie stwierdza się czynnika blokującego światło jelita.

## Etiopatogeneza
Przyczyna zaburzenia jest nieznana. W powstawaniu przewlekłej rzekomej niedrożności jelit biorą prawdopodobnie udział:
- zmienione przekaźnictwo wapniowe
- dysfunkcja mitochondriów
- wolne rodniki

Czynniki te powodują degenerację i upośledzenie funkcji komórek nerwowych. W patogenezie ma też prawdopodobnie swój udział zmniejszenie ekspresji genu BCL-2, co nasila apoptozę komórek.
Ze względu na patogenezę przewlekłą rzekomą niedrożność jelit dzieli się na postać:
- neuropatyczną – związaną z uszkodzeniem układu nerwowego (neuronów i zwojów nerwowych)
- miopatyczną – związaną z uszkodzeniem błony mięśniowej jelita zbudowanej z mięśni gładkich (ulega ona degeneracji i tworzą się w niej wakuole w nadmiernej ilości); w tej postaci uszkodzeniu ulec może również błona mięśniowa innych narządów, np. pęcherza moczowego

Postać neuropatyczna może się dziedziczyć autosomalnie, zarówno dominująco, jak i recesywnie. Może to być również cecha sprzężona z chromosomem X. Występują też postacie sporadyczne, niepojawiające się u innych członków rodziny. Postacie neuropatyczne mogą być pierwotne, wśród nich znajdują się rodzinne i nie tylko neuropatie trzewne. W przypadkach sporadycznych za przyczynę pierwotnej niedrożności rzekomej uznaje się np. zakażenia, toksyny, niedotlenienie.
Postać miopatyczna może się dziedziczyć autosomalnie, zarówno dominująco, jak i recesywnie, może być sporadyczna. Rozwija się w każdym wieku, również w noworodkowym.
Postacie wtórne niedrożności rzekomej pojawiają się w przebiegu twardziny układowej, tocznia rumieniowatego układowego, skrobiawicy, cukrzycy, niedoczynności tarczycy, nadczynności i niedoczynności przytarczyc, pierwotnej niedoczynności kory nadnerczy, dystrofii mięśniowej, zespołu Downa, zespołu Silvera-Russella, nerwiakowłókniakowatości. Opisywano też przypadek niedrożności rzekomej w przebiegu choroby Kawasakiego.
Wtórna przewlekła rzekoma niedrożność jelit występuje również jako zespół paranowotworowy, głównie w przebiegu raka drobnokomórkowego płuc, a także w rakowiaku. Może ona towarzyszyć zakażeniom cytomegalowirusem (CMV), wirusem opryszczki (HSV), wirusem Epsteina-Barr (EBV), a także pierwotniakiem Trypanosoma cruzi. W publikacji Lennona i wsp. z 1991 zasugerowano, że w patogenezie wtórnej postaci choroby w przebiegu raka drobnokomórkowego płuc mogą brać udział reakcje autoimmunologiczne. Z kolei w chorobie Chagasa wywołanej przez świdrowca Trypanosoma cruzi dochodzi do reakcji immunologicznej skierowanej przeciwko komórkom zwojowym obecnym w śródściennych splotach nerwowych jelita.

## Objawy i wyniki badań dodatkowych
Pacjenci odczuwają nudności, szybko nasycają się pokarmem, mogą pojawić się wymioty. Ponadto obserwuje się ból brzucha, wzdęcie brzucha, zaparcie stolca. W przypadku uogólnionych zaburzeń nerwowo-mięśniowych mogą pojawić się zaburzenia czynności pęcherza moczowego i poszerzenie moczowodów, a także hipotonia ortostatyczna. Niedrożność rzekoma zazwyczaj jest przyczyną wyniszczenia chorego. W badaniu fizykalnym jamy brzusznej stwierdza się opukowo odgłos bębenkowy. Osłuchowo stwierdza się przelewanie w jelitach, spowolnienie albo całkowity brak perystaltyki jelit. W badaniu rentgenowskim widoczne mogą być cechy typowe dla niedrożności przewodu pokarmowego. Badanie histopatologiczne ma sens jedynie przy pobraniu materiału obejmującego całą grubość ściany jelita, wówczas stwierdza się zmiany w błonie mięśniowej i śródściennych splotach nerwowych.

## Leczenie
Nie ma skutecznego leczenia przyczynowego. Zaleca się modyfikację diety (obniżenie spożycia tłuszczów i laktozy). Próbowano stosować leki prokinetyczne, takie jak cyzapryd, metoklopramid, tegaserod. W przypadku zespołu rozrostu bakteryjnego jelita cienkiego podaje się antybiotyki. W przypadku istotnego niedożywienia zaleca się żywienie dojelitowe lub pozajelitowe. Stosuje się również leczenie operacyjne (usuwanie całkowicie niedrożnych odcinków jelita, wytworzenie gastrostomii lub jejunostomii odżywczej), podejmowane są próby przeszczepiania jelit.